# Escolarismo
El escolarismo (en inglés: scholarism) es un movimiento estudiantil de Hong Kong que está a favor de la democracia y el republicanismo. Formado el 29 de mayo de 2011 por Joshua Wong y algunos de sus amigos, está compuesto principalmente por estudiantes de educación secundaria y algunos universitarios.

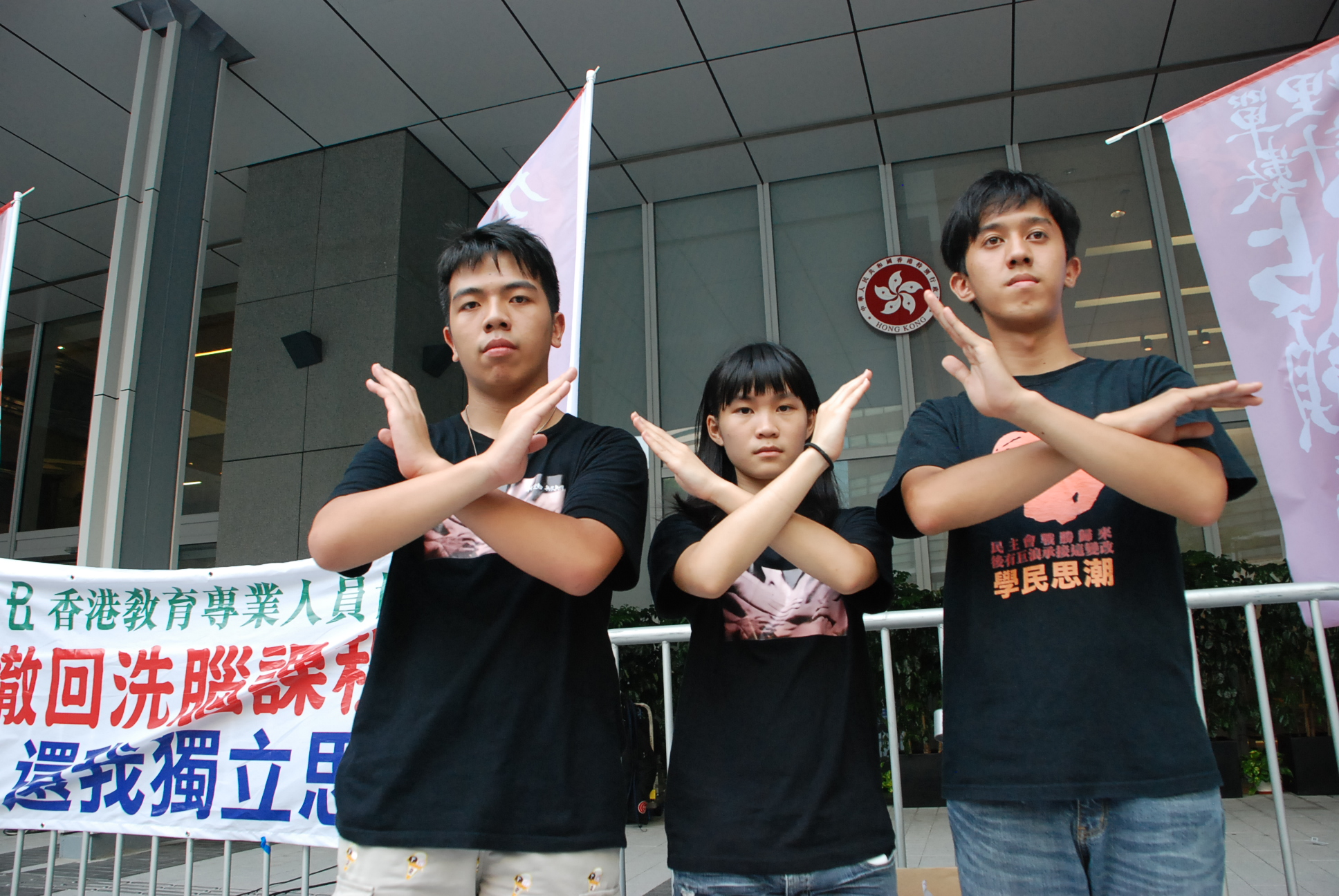
Estudiantes del Escolarismo durante una huelga de hambre en contra de la Educación Nacional, en la sede del gobierno de Hong Kong en agosto de 2012.

Surgió como un movimiento de protesta y oposición contra las imposiciones educativas que pretendía el Partido Comunista de China, que quería introducir en las escuelas de Hong Kong una asignatura obligatoria llamada Educación Moral y Nacional. Con la materia se pretendía adoctrinar a los jóvenes con una ideología que exaltaba el comunismo y el nacionalismo del gobierno, y a la vez, condenaba la democracia y el republicanismo del mundo occidental.
Hacia septiembre de 2012, la causa logró reunir a 120 000 manifestantes que ocuparon las oficinas del gobierno y orillaron a los líderes a rechazar el plan de estudios que había sido propuesto por el gobierno.
Gracias a los esfuerzos de los estudiantes, la materia nunca se implantó, aunque esto no impidió que el movimiento y sus participantes fueran criticados en los medios de comunicación masivos en China, y acusados por el gobierno de ser dirigidos por un grupo «extremista».

## Protestas a favor de la Democracia en 2014
Después del movimiento en contra de la Educación Nacional en el que el escolarismo saltó a la fama, los estudiantes se han mantenido activos en movilizaciones sociales a favor de la democracia en Hong Kong. 
El 23 de junio de 2013, el escolarismo emitió una declaración que hizo hincapié en la necesidad de nominación civil para que en 2017 se elija al presidente ejecutivo por sufragio universal.
A finales de agosto, el movimiento publicó una carta y comenzó a presionar a que los Consejeros Legislativos democráticos la firmaran comprometiéndose a hacer de la nominación civil una prioridad primordial en la próxima campaña para 2017. 
Entre otros partidos prodemocráticos que accedieron a firmar, se incluyó el Partido Cívico con ciertas reservas, y el Partido Demócrata, mientras que el Partido del Trabajo y la Asociación para la Democracia y los Medios de Subsistencia se negaron a firmarlo, ya que no están de acuerdo que la nominación pública sea la única manera de elegir candidatos a largo plazo.